# Nationaal park Nistrul de Jos
Nationaal park Nistrul de Jos (Moldavisch: Parcul Național Nistrul de Jos, Neder-Dnjestr)) is een nationaal park in Moldavië. Het nationaal park beslaat 61883,99 hectare en ligt in het zuiden van het land. Het werd gesticht op 31 maart 2022 en is het tweede nationaal park van Moldavië. Het park omvat gebieden aan de Dnjestr en grens aan het Oekraïense nationale park Nyzjnodnistrovsky.